# Bruno Spengler
Bruno Spengler (ur. 23 sierpnia 1983 w Schiltigheim) – kanadyjski kierowca wyścigowy francuskiego pochodzenia. Od 2005 do 2011 kierowca fabrycznego zespołu Mercedesa, a od 2012 zespołu BMW w serii Deutsche Tourenwagen Masters.

## Kariera

### Początki
Tak jak większość kierowców Kanadyjczyk rozpoczął od kartingu. W 2001 przeniósł się do bolidów jednomiejscowych – dołączył do Francuskiej Formuły Renault, gdzie jeździł w zespole Graff Racing zajmując tam piąte miejsce i do Formuły Renault 2.0 Eurocup, gdzie był dziewiąty. W 2002 przeniósł się do zespołu Jenzer Motorsport, z którym rywalizował zarówno w Niemieckiej Formule Renault jak i w Formule Renault 2.0 Eurocup. W Niemieckiej Formule Renault wygrał trzy wyścigi wygrywając ze kolegą z zespołu, Estebanem Guerrierim, zdobywając tytuł wicemistrzowski. Do zdobywcy tytułu, Christiana Kliena stracił 24 punkty. W Formule Renault 2.0 Eurocup tylko raz staje na podium i zostaje sklasyfikowany w ogólnej klasyfikacji na ósmej pozycji. W Formule Renault FranAm Spengler wygrywa sześć z siedmiu wyścigów zostając mistrzem serii.
W 2003 przeniósł się do nowo powstałej Formuły 3 Euro Series dołączając do francuskiego zespołu ASM. Z powodu kontuzji nie mógł uczestniczyć w pierwszych trzech wyścigach. Staje trzy razy na podium, w tym dwa razy na trzecim i raz na drugim stopniu podium kończąc sezon na dziesiątej pozycji. W następnym sezonie został kierowcą Mücke Motorsport, gdzie był partnerem zespołowym Roberta Kubicy. Spengler choć zdobywa jedno miejsce na podium to spisuje się gorzej od Polaka, który wygrał dwa wyścigi. Kanadyjczyk kończy sezon na jedenastej pozycji z 27 punktami, mając prawie dwa razy mniej punktów niż Kubica, który w klasyfikacji został sklasyfikowany na siódmej pozycji.

### DTM

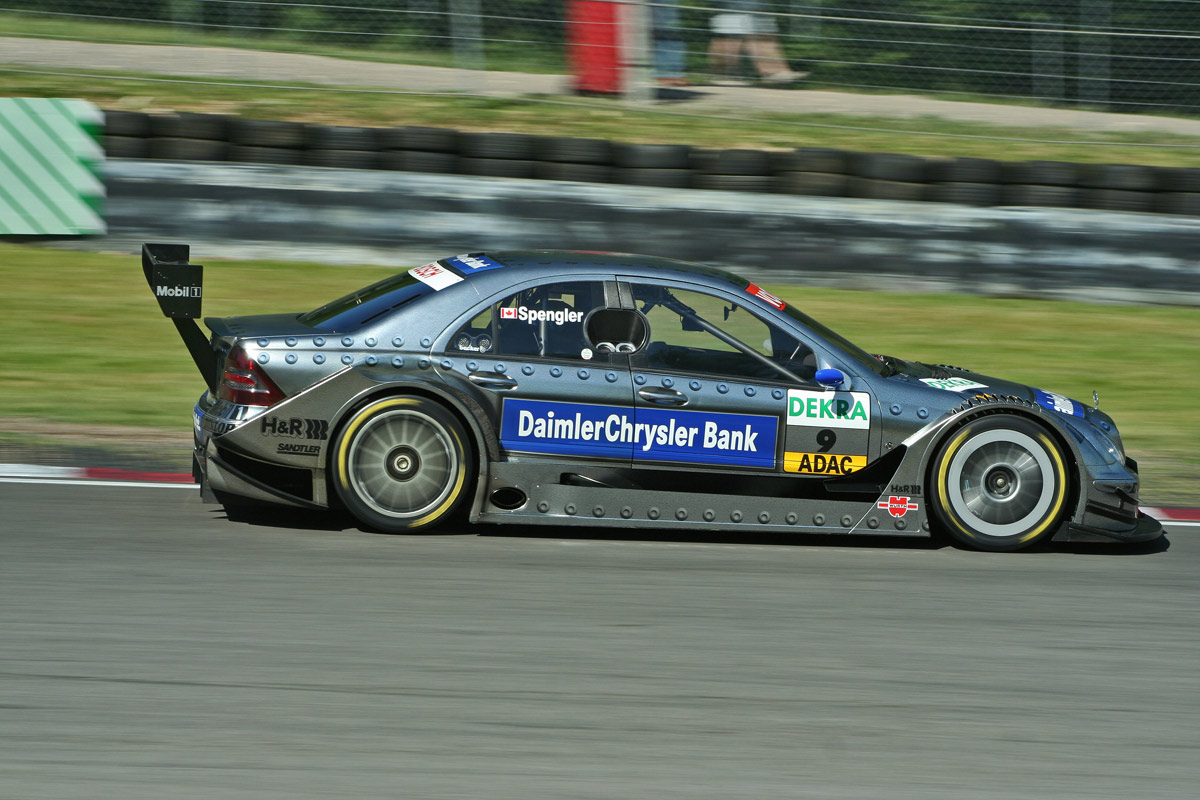
Bruno Spengler podczas wyścigu na torze Brands Hatch w 2006

W 2005 Bruno Spengler przeniósł się z bolidów jednomiejscowych na samochody turystyczne dołączając do DTM. Jego zespołem w pierwszym sezonie był Persson Motorsport. Kanadyjczyk pierwsze punkty zdobywa dopiero w dziewiątym wyścigu sezonu na torze EuroSpeedway Lausitz. Potem zdobywa punkty jeszcze w dwóch ostatnich wyścigach, kończąc sezon na szesnastej pozycji z pięcioma punktami.
W sezonie 2006 Spengler został kierowcą HWA Team zastępując w zespole Jeana Alesiego. Poza inauguracyjnym wyścigiem punktuje w każdym wyścigu. Podczas wyścigu na torze Oschersleben Kanadyjczyk zdobywa pierwsze podium, a dwa wyścigi później na Norisringu odnosi pierwsze zwycięstwo. Ogółem staje na podium pięciokrotnie, w tym cztery razy na najwyższym jego stopniu zdobywając tym samym tytuł wicemistrzowski, przegrywając z kolegą zespołowym, Berndem Schneiderem o osiem punktów.
W następnym sezonie Spengler był ponownie partnerem zespołowym Schneidera. Tym razem lepiej spisuje się od kolegi zespołowego, stając na podium cztery razy, w tym tylko raz na najwyższym. Sezon ponownie kończy na drugiej pozycji ze stratą trzech punktów do Mattiasa Ekströma. W sierpniu 2007 był łączony z posadą kierowcy wyścigowego Formuły 1 w zespole Prodrive lub ewentualnie z posadą drugiego kierowcy zespołu McLaren. Ostatecznie Prodrive nie wszedł do Formuły 1 a drugim kierowcą McLarena został Heikki Kovalainen.
W 2008 Kanadyjczyk partnerował Paulowi di Reście, który wszedł w miejsce Miki Häkkinena, który wówczas zakończył starty w niemieckiej serii. W porównaniu do poprzednich dwóch lat Spengler nie wygrywa pojedynczego wyścigu, stając na podium dwukrotnie – na Oschersleben i Nürburgringu. Kierowca zakończył sezon na piątej pozycji, spisując się gorzej od Brytyjczyka, który zdobył tytuł wicemistrzowski.

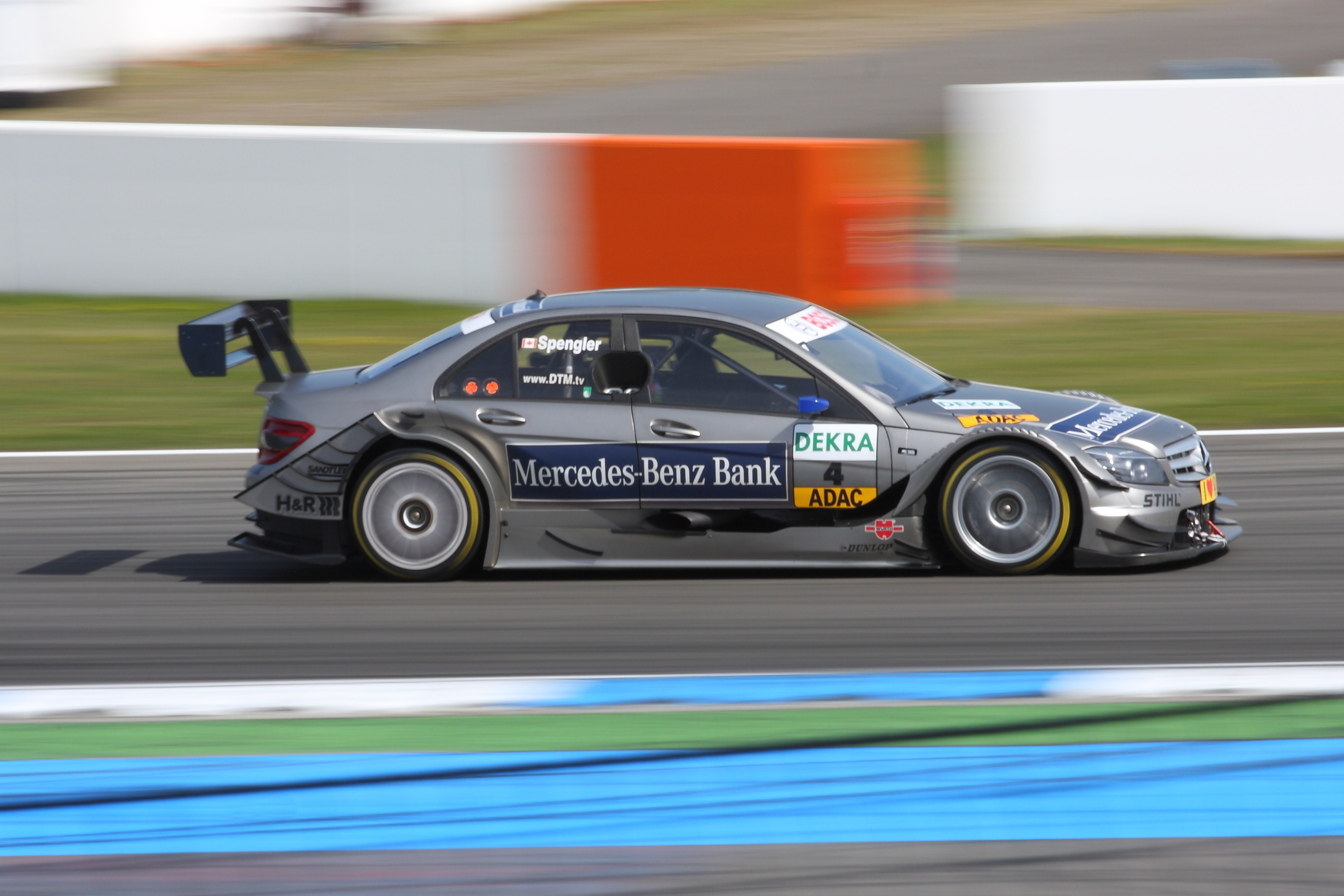
Bruno Spengler podczas wyścigu na torze Hockenheimring w 2010

Na kolejny sezon zostaje partnerem zespołowym Gary'ego Paffetta. Choć tak jak w zeszłym sezonie spisywał się nieco gorzej od kolegi zespołowego, to udało mu się stanąć dwa razy na drugim stopniu podium i raz na trzecim. W klasyfikacji zajmuje czwarte miejsce ze stratą 23 punktów do Timo Scheidera.
Współpracę z HWA Team kontynuował w sezonie 2010. Po dwóch drugich miejscach Kanadyjczyk został liderem klasyfikacji. Prowadzenie utrzymał po wyścigu na torze Lausitz, gdzie wygrał po trzech latach. Potem wygrał jeszcze wyścig na Nürburgringu. Po awarii samochodu podczas drugiego wyścigu na Hockenheimring stracił pozycję lidera na rzecz Paula di Resty. Kanadyjczyk odzyskał prowadzenie po wyścigu na torze Adria. Wcześniej pojawiły się plotki o ewentualnym dołączeniu Kanadyjczyka do Formuły 1. Dyrektor ds. sportów motorowych Mercedesa, Norbert Haug zadeklarował, że jeżeli Kanadyjczyk wygra mistrzostwa to furtka do F1 może być otwarta. W ostatnim wyścigu na ulicznym torze w Szanghaju kierowca zajął trzynaste miejsce spadając w klasyfikacji na trzecie miejsce za Paulem di Restą, który był w wyścigu drugi i Gary Paffettem, który wygrał finałowy wyścig. Di Resta później został kierowcą zespołu Force India, gdzie wcześniej pełnił funkcję kierowcy testowego.
Na sezon 2011 pozostał w zespole HWA. Kanadyjczyk wygrał inauguracyjny wyścig na torze Hockenheim, potem zdobywa drugie miejsce na torze Zandvoort przegrywając z Mikiem Rockenfellerem. Po piątym wyścigu, który wygrywa Spengler zostaje liderem mistrzostw. Pomimo zajęcia drugiego miejsca na Nürburgringu to jednak w samej końcówce zdobywa zaledwie cztery punkty spadając w klasyfikacji na trzecie miejsce przegrywając z Martinem Tomczykiem i Mattiasem Ekströmem. Spengler ponadto wygrywa pokazowy wyścig na Stadionie Olimpijskim w Monachium. Po sezonie Kanadyjczyk opuścił zespół Mercedesa.
26 października 2011 Bruno Spengler został potwierdzony jako jeden z kierowców BMW, które ogłosiło powrót do DTM. 3 lutego ogłoszono, że Kanadyjczyk wraz z Dirkiem Wernerem będą stanowić zespół Team Schnitzer. Pierwszy wyścig na Hockenheim Spengler nie ukończył. W drugim wyścigu na Lausitz Spengler wygrywa pierwszy wyścig w nowym samochodzie. Była to zarazem pierwsza wygrana BMW od dwudziestu lat. Po drugim miejscu na Brands Hatch i trzecim na Norisringu wygrywa jeszcze trzy wyścigi zdobywając w ostatnim wyścigu tytuł mistrzowski.

## Starty
| Sezon | Seria                         | Zespół               | Wyścigi | Wygrane | PP | NO | Podia | Pkt. | Poz. |
| ----- | ----------------------------- | -------------------- | ------- | ------- | -- | -- | ----- | ---- | ---- |
| 2001  | Francuska Formuła Renault     | Graff Racing         |         | 1       | 1  | 1  | 0     | 100  | 5    |
| 2001  | Formuła Renault 2.0 Eurocup   | Graff Racing         | 7       | 0       | 0  | 0  | 1     | 56   | 9    |
| 2002  | Niemiecka Formuła Renault 2.0 | Jenzer Motorsport    | 14      | 1       | 0  | 0  | 9     | 254  | 2    |
| 2002  | Formuła Renault 2.0 Eurocup   | Jenzer Motorsport    | 8       | 0       | 0  | 0  | 1     | 68   | 8    |
| 2002  | Formuła Renault FranAm        | Team Basi/TCS Racing | 7       | 6       | 7  | 0  | 7     | 226  | 1    |
| 2003  | Formuła 3 Euro Series         | ASM                  | 14      | 0       | 0  | 0  | 3     | 34   | 10   |
| 2004  | Formuła 3 Euro Series         | Mücke Motorsport     | 19      | 0       | 0  | 1  | 1     | 27   | 11   |
| 2005  | Deutsche Tourenwagen Masters  | Persson Motorsport   | 11      | 0       | 0  | 0  | 0     | 5    | 16   |
| 2006  | Deutsche Tourenwagen Masters  | HWA Team             | 10      | 4       | 2  | 4  | 5     | 63   | 2    |
| 2007  | Deutsche Tourenwagen Masters  | HWA Team             | 10      | 1       | 3  | 3  | 4     | 47   | 2    |
| 2008  | Deutsche Tourenwagen Masters  | HWA Team             | 11      | 0       | 1  | 1  | 2     | 38   | 5    |
| 2009  | Deutsche Tourenwagen Masters  | HWA Team             | 10      | 0       | 1  | 0  | 3     | 41   | 4    |
| 2010  | Deutsche Tourenwagen Masters  | HWA Team             | 11      | 2       | 0  | 2  | 8     | 66   | 3    |
| 2011  | Deutsche Tourenwagen Masters  | HWA Team             | 10      | 2       | 4  | 2  | 5     | 66   | 3    |
| 2012  | Deutsche Tourenwagen Masters  | BMW Team Schnitzer   | 9       | 3       | 3  | 2  | 5     | 149  | 1    |
| 2013  | Deutsche Tourenwagen Masters  | BMW Team Schnitzer   | 10      | 1       | 2  | 0  | 3     | 82   | 3    |
| 2014  | Deutsche Tourenwagen Masters  | BMW Team Schnitzer   | 10      | 0       | 0  | 0  | 2     | 42   | 12   |

* – sezon w trakcie.